# 岩国市図書館
岩国市図書館（いわくにしとしょかん）は、山口県岩国市に所在する公共図書館。
旧岩国市域の「中央図書館（本館）」を基幹図書館とし、以下分室として「中央図書館（麻里布分室）」。分館として「岩国図書館」、旧玖珂郡由宇町立の「由宇図書館」、旧玖珂町立の「玖珂図書館」、旧周東町立の「周東図書館」、旧錦町立の「錦図書館」、旧美和町立の「美和図書館」6分館。自動車図書館が2つ存在する。中央館、6分館、1分室、2自動車図書館の各館から構成される。旧美川町と本郷村には図書館は存在しなかった。その為、図書館未設置地域の美川地区、本郷地区にサービスポイントを置いている。
岩国市や合併前の各市町村、山口県の郷土資料なども揃えられており、ビデオやDVD、CD等を館内で視聴することができる。
山口県立図書館と連携しており、山口県内及び日本国内の図書館で相互貸借が可能となっている。

## 利用について
- 利用資格 - 岩国市在住または通勤、通学している者または以下の地域に在住の者。[3]
  - 1.岩国市に隣接する市町村
    - 山口県 - 柳井市、光市、周南市、玖珂郡和木町、大島郡周防大島町、熊毛郡田布施町
    - 広島県 - 大竹市、廿日市市
    - 島根県 - 益田市、鹿足郡吉賀町

  - 2.広島広域都市圏内市町村
    - 山口県 - 柳井市、玖珂郡和木町、大島郡周防大島町、熊毛郡田布施町、平生町、上関町
    - 広島県 - 広島市、呉市、竹原市、三原市、大竹市、東広島市、廿日市市、安芸高田市、江田島市、安芸郡府中町、海田町、熊野町、坂町、山県郡安芸太田町、北広島町、豊田郡大崎上島町、世羅郡世羅町

  - 3.下松市
- 貸出数 - 本（雑誌・紙芝居・布絵本を含む） 1人10冊まで、CD・DVD 1人合わせて4点まで[3]
- 貸出期間 - 2週間以内[3]
- 貸出延長 - 返却予定日の1週間前から1回のみ。（次の予約が入っている資料、返却予定日を過ぎた資料、CD・DVD資料、岩国市図書館以外の図書館より借り受けている資料、団体貸出を除く）[3]
- 返却 - 市内全図書館、自動車図書館、美川コミュニティーセンター、本郷ふるさと交流館で返却可能[3]

## 分室・分館
岩国市図書館条例および施行規則に基づき、岩国市中央図書館に以下の分室・分館が置かれる。
- 岩国市中央図書館麻里布分室 - 岩国市麻里布町7丁目1番2号
- 岩国市岩国図書館 - 岩国市岩国4丁目4番15号
- 岩国市由宇図書館 - 岩国市由宇町中央1丁目1番15号
- 岩国市玖珂図書館 - 岩国市玖珂町4961番地
- 岩国市周東図書館 - 岩国市周東町下久原1201番地1
- 岩国市錦図書館 - 岩国市錦町広瀬6487番地4
- 岩国市美和図書館 - 岩国市美和町渋前1751番地

## 中央図書館
- 延床面積：4,277.90m2[1]
- 所在地郵便番号:〒740-0034[4]
- 所在地:山口県岩国市南岩国町四丁目52-1[4]
- 蔵書数:335,000冊[4]
- 年間貸出数:511,337冊（平成28年度）[1]
- 来館者数:126,485人（平成28年度）[1]
- 職員数:27人

市制施行50周年事業として計画され、1994年（平成6年）7月1日に開館した、岩国市で最も新しい図書館。岩国市立図書館の中心館として機能し、市全域をサービス範囲としている。同市立図書館では最大規模の蔵書数と幅広いジャンルのカバーを誇る。

### 開館時間・休館日
- 開館時間 - 10:00-19:00（火～金曜）、9:30-17:00（土・日曜）[4]
- 休館日 - 月曜、祝日、月例整理日（毎月第3木曜日）、12月29日～1月4日、特別整理休館[4]

### アクセス
- 鉄道 JR山陽本線 南岩国駅下車 徒歩20分[4]
- バス いわくにバス「天地」バス停下車 徒歩約5分[4]

## 中央図書館麻里布分室
- 延床面積：158.20m2[1]
- 所在地郵便番号:〒740-0018[5]
- 所在地:岩国市麻里布町七丁目1-2（岩国市福祉会館2階）[5]
- 蔵書数:約25,000冊（平成29年2月現在）[5]
- 年間貸出数:95,222冊（平成28年度）[1]
- 来館者数:31,390人（平成28年度）[1]
- 職員数:3人

岩国市中心部麻里布地区及び岩国駅近くに位置し、中央図書館の分室として機能している。
昭和51年1月、岩国市福祉会館内に福祉会館図書室として開館。昭和57年4月新築開室。平成19年、岩国市中央図書館麻里布分室と名称を変更。

### 開館時間・休館日
- 開館時間 - 9:30-17:00（火～日曜）[5]
- 休館日 - 月曜、祝日、月例整理日（毎月第3木曜日）、12月29日～1月4日、特別整理休館[5]

### アクセス
- 鉄道 JR山陽本線 岩国駅下車 徒歩10分[5]

## 岩国図書館
- 延床面積：637.37m2[1]
- 所在地郵便番号:〒741-0062[6]
- 所在地:山口県岩国市岩国四丁目4-15(岩国市中央公民館内2階)[6]
- 蔵書数:約112,000冊（平成29年2月現在）[6]
- 年間貸出数:166,221冊（平成28年度）[1]
- 来館者数:45,458人（平成28年度）[1]
- 職員数:5人

岩国市旧中心部及び岩国小学校そばに位置し、市の名勝錦帯橋にも近い。中央図書館が出来るまでは岩国市の本館図書館であった。
1910年（明治43年）に岩国小学校附設岩国図書館として設立され、現在の三代目図書館は1973年（昭和48年）に岩国市中央公民館に併設の本館図書館でスタートし、1994年（平成6年）7月の中央図書館の開館後は、本館機能を中央図書館に移して、地域の図書館として貸出業務を中心に活動している。錦帯橋が近く、地域の歴史に関する資料の収集に力を入れている。。
老朽化のため建て替えとなり、岩国図書館は2022年7月19日に岩国西郵便局に仮移転する。移転準備のため2022年4月から図書の閲覧はできなくなる（予約した本の貸し出しは可能）。

### 開館時間・休館日
- 開館時間 - 9:30-17:00（火～日曜）[6]
- 休館日 - 月曜、祝日、月例整理日（毎月第3木曜日）、12月29日～1月4日、特別整理休館[6]

### アクセス
- 鉄道 JR岩徳線 西岩国駅下車 徒歩25分[5]

## 由宇図書館
- 延床面積：493.00m2[1]
- 所在地郵便番号:〒740-1428[8]
- 所在地:岩国市由宇町中央一丁目1-15（由宇文化会館内2階）[8]
- 蔵書数:約24,000冊（平成29年2月現在）[8]
- 年間貸出数:60,336冊（平成28年度）[1]
- 来館者数:17,231人（平成28年度）[1]
- 職員数:3人[1]

大正6年に設置され、現在の図書館は昭和58年5月に由宇文化会館内2階に新築開館されたもの。
季節に沿った特集本コーナーをはじめ、広島東洋カープ2軍の本拠地である由宇球場が地元にある関係から、カープの本を集めたカープコーナーや由宇出身の数学者広中平祐氏の書籍コーナー等、地域の特色のある図書館となっている。児童コーナーには、じゅうたん敷きの広いスペースがあり、子どもたちがのびのびと本に親しめる空間になっている。

### 開館時間・休館日
- 開館時間 - 9:30-17:00（火～日曜）[8]
- 休館日 - 月曜、祝日、月例整理日（毎月第3木曜日）、12月29日～1月4日、特別整理休館[8]

### アクセス
- 鉄道 JR山陽本線 由宇駅下車 徒歩6分[8]
- バス いわくにバス「千鳥橋」バス停下車 徒歩1分[8]

## 玖珂図書館
- 延床面積：541.66m2[9]
- 所在地郵便番号:〒742-0392[9]
- 所在地:山口県岩国市玖珂町4933-２(総合センター奏内１階)[9]
- 蔵書数:約75,000冊（令和6年3月現在）[9]
- 年間貸出数:97,002冊（平成28年度）[10]
- 来館者数:24,698人（平成28年度）[1]
- 職員数:5人[1]

1909(明治42)年に「玖珂町立大禮記念図書館」として、玖珂国民学校内に創設され、現在の図書館は2020(令和２)年10月5日に総合センター奏(かなで)内にオープン開館した。
東から北の側面は全面ガラスで、その外側を深い回廊が囲い、木の天井がアクセントをつけている。

### 開館時間・休館日
- 開館時間 - 9:30-17:00（火～日曜）[9]
- 休館日 - 月曜、祝日、月例整理日（毎月第3木曜日）、12月29日～1月4日、特別整理休館[9]

### アクセス
- 鉄道 JR岩徳線 玖珂駅下車 徒歩9分[10]

## 周東図書館
- 延床面積：838.10m2[1]
- 所在地郵便番号:〒742-0417[11]
- 所在地:山口県岩国市周東町下久原1201-1[11]
- 蔵書数:75,000冊（平成29年2月現在）[11]
- 年間貸出数:111,780冊（平成28年度）[1]
- 来館者数:27,153人（平成28年度）[1]
- 職員数:7人[1]

1982(昭和57)年7月、周東町立周東図書館としてオープンし、平成18年3月の市町村合併により岩国市周東図書館となった。独立平屋建ての館内は、静かで落ち着いた雰囲気で、第二・四土曜日の午前10時30分から職員や、ボランティアの方々の協力によるおはなし会を行っている。
また、移動図書館車の運行により図書館を利用しにくい地域の住人に図書館サービスを手軽に利用出来るよう、22箇所のステーションをそれぞれ2週間に一度の割合で巡回している。

### 開館時間・休館日
- 開館時間 - 9:30-17:00（火～日曜）[11]
- 休館日 - 月曜、祝日、月例整理日（毎月第3木曜日）、12月29日～1月4日、特別整理休館[11]

### アクセス
- 鉄道 JR岩徳線 周防高森駅下車 徒歩10分[11]
- バス 防長交通 高森バス停下車 徒歩5分